# Distretto di Igunga
Il distretto di Igunga è un distretto della Tanzania situato nella regione di Tabora. È suddiviso in 35  circoscrizioni (wards) e conta una popolazione di 546 204 abitanti (censimento 2022).

## Suddivisione amministrativa
Il distretto è diviso nelle seguenti circoscrizioni (wards), tra parentesi gli abitanti (censimento 2022):
1. Bukoko (14 292)
2. Chabutwa (11 971)
3. Chomachankola (22 150)
4. Choma (22 150)
5. Ibologelo (11 777)
6. Igoweko (22 007)
7. Igunga (82 768)
8. Igurubi (17 680)
9. Isakamaliwa (10 496)
10. Itumba (12 957)
11. Itunduru (16 290)
12. Kining'inila (12 138)
13. Kinungu (14 874)
14. Kitangili (6 157)
15. Lugubu (19 946)
16. Mbutu (22 005)
17. Mtungulu (6 843)
18. Mwamakona (8 350)
19. Mwamala (6 263)
20. Mwamashiga (11 784)
21. Mwamashimba (9 993)
22. Mwashiku
23. Mwashikumbili (21 885)
24. Mwisi (14 111)
25. Nanga (21 315)
26. Ndembezi (7 961)
27. Ngulu (11 718)
28. Nguvumoja (16 197)
29. Nkinga (16 403)
30. Ntobo (12 806)
31. Nyandekwa (12 096)
32. Simbo (11 091)
33. Sungwizi (11 210)
34. Tambalale (9 076)
35. Ugaka (10 415)
36. Uswaya (15 144)
37. Ziba (16 948)